# Kétújfalu megállóhely
Kétújfalu megállóhely egy Baranya vármegyei megállóhely, melyet a MÁV üzemeltetett, az áthaladó vasútvonal 2006-os bezárásáig. Korábbi neve (egy 1921-es menetrend szerint) Németújfalú-Szentmihályfapuszta megállóhely volt.

## Vasútvonalak
A megállóhelyet az alábbi vasútvonalak érintik:
- Középrigóc–Villány-vasútvonal

## Kapcsolódó állomások
A vasúti megállóhelyhez az alábbi állomások vannak a legközelebb:
- Szörény megállóhely (Középrigóc–Villány-vasútvonal)
- Teklafalu megállóhely

## Forgalom
A megállóhelyen és a rajta áthaladó vasútvonalon a vasúti forgalom 2006. május 8. óta szünetel.

## Megközelítése
A megálló Kétújfalu keleti szélén helyezkedett el, nem messze az 5808-as út ma már felbontott vasúti kereszteződésétől, ahonnan egy rövid önkormányzati úton lehetett megközelíteni.